# 279
Het jaar 279 is het 79e jaar in de 3e eeuw volgens de christelijke jaartelling.

## Gebeurtenissen

### Europa
- Keizer Probus verslaat de plunderende Bourgondiërs en Vandalen in Raetia en Pannonië (huidige Zwitserland en Hongarije).

### Syrië
- Probus benoemt zijn vriend Julius Saturninus tot gouverneur van Syria. In de provincie heerst onrust en het Romeinse leger dreigt met een opstand.

### China
- De Bamboe-annalen (pinyin: Zhushu Jinian 竹書紀年, Wade-Giles: Chu-shu Chi-nien) vormen een Chinees historisch werk. Een grafrover doet de vondst, nadat hij het graf van keizer Xiang van Wei heeft geplunderd. Samen met de Shiji en de Zuozhuan zijn dit de belangrijkste bronnen over de geschiedenis van China.
- Winter - Keizer Sima Yan begint het Jin-offensief en leidt een veldtocht tegen het Koninkrijk Wu langs de Jangtsekiang (Blauwe Rivier). Tijdens de opmars worden de grenssteden veroverd en vaart de vloot van Sichuan stroomafwaarts naar de provincie Jing. Het Wu-leger moet zich op alle fronten terugtrekken. Dit betekent het einde van de Drie Koninkrijken.